# Joven de Uchter Moor

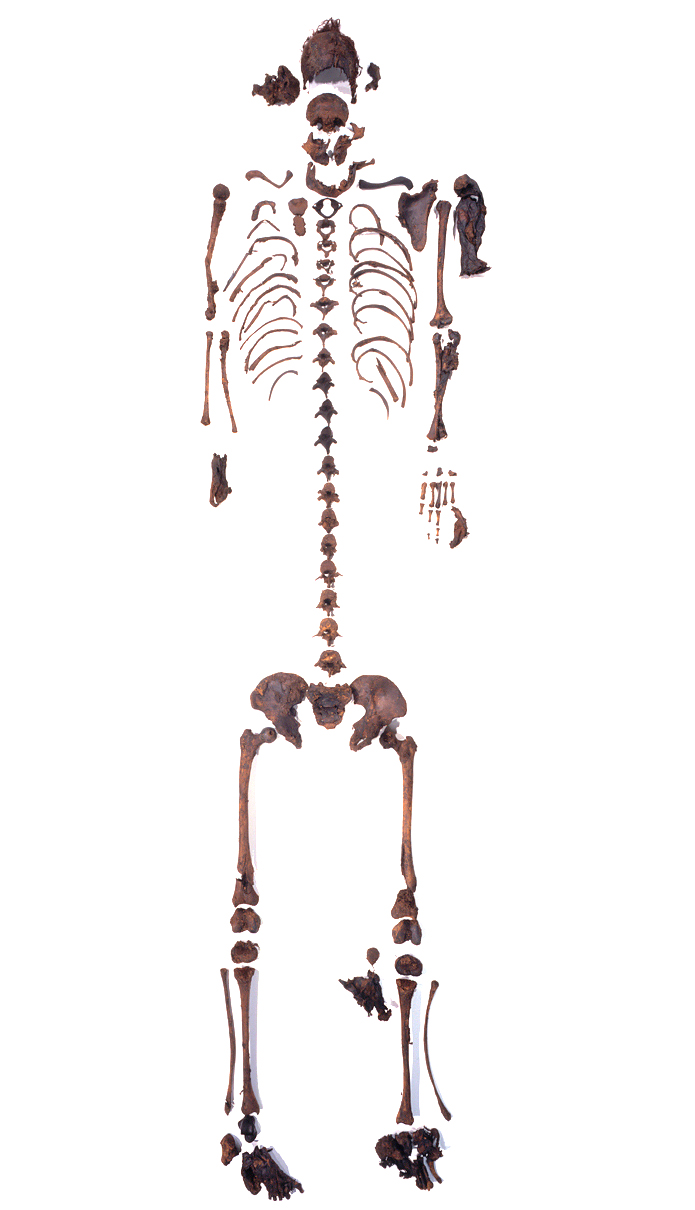
Joven de Uchter Moor.

La Joven de Uchter Moor, también conocida como Moora, es el nombre dado a los restos de una mujer joven de la Edad del Hierro, descubiertos en 2000 en los pantanos cerca de Uchte en Alemania. Los restos incluían vértebras, pelo y trozos de cráneo que se fueron encontrando al ser desperdigados por la moderna máquina cortadora de turba. El estudio de los restos comenzó en 2005, cuando el hallazgo de su mano derecha momificada confirmó su gran antigüedad. Para entonces, un incorrecto almacenamiento había disminuido la densidad de los restos óseos. La datación con carbono 14 llevada a cabo en la Universidad de Kiel mostró que Moora murió entre el 764 y el 515 a. C. Es la momia del pantano más antigua encontrada en la Baja Sajonia. A pesar de las prácticas de entierro de la primera Edad de Hierro, el cuerpo no fue incinerado, por lo que es de gran valor para el estudio antropológico. Sus patrones físicos coinciden con los de la población local contemporánea del hallazgo. Se estima que todas las partes del cuerpo fueron encontradas excepto uno de los omóplatos.
Antes del análisis de ADN y la datación por carbono 14, se llegó a creer que podría ser el cuerpo de una chica de dieciséis años, Elke Kerl, que desapareció sin rastro tras salir de una discoteca la madrugada del 14 de diciembre de 1969.

## Análisis
Moora tenía entre 17 y 19 años de edad en el momento de su muerte. Era zurda y medía 1,50 m. Probablemente realizaba un intenso trabajo físico y seguramente llevara cargas pesadas sobre su cabeza, como cántaros de agua a través de los pantanos. Se sabe que desde el Neolítico a la Alta Edad Media los pantanos noreuropeos más próximos a zonas habitadas contaban en sus orillas y zonas de paso con pasarelas de madera sobre pilotes para que personas, ganado y carros cruzaran con seguridad. Según Saring Dennis del Hospital Universitario de Hamburgo-Eppendorf, Moora sufrió al menos dos fracturas parciales de cráneo que se curaron solas. También tuvo largos períodos de enfermedad asociados a las dificultades de los largos inviernos en la zona. El crecimiento de sus huesos demostró que durante su infancia y adolescencia, Moora sufrió de desnutrición crónica. Los investigadores también detectaron un tumor benigno en la base del cráneo, que provocó la curvatura de la columna vertebral y la inflamación crónica de los huesos de las piernas. Sin embargo, se desconoce la causa de su muerte. Se determinó que Moora estaba desnuda en el momento en que fue depositada en la turbera.

## Reconstrucciones faciales
El rostro de Moora ha sido reconstruido cuatro veces, dos veces digitalmente. Ambas reconstrucciones tradicionales fueron creadas moldeando un material plástico sobre el cráneo. El artista tuvo que estimar la forma de los labios de la chica, el color de su pelo y la tez de su piel, como en el caso de la Niña de Yde. Las reconstrucciones digitales fueron creadas por Ursela Wittwer-Backofen.

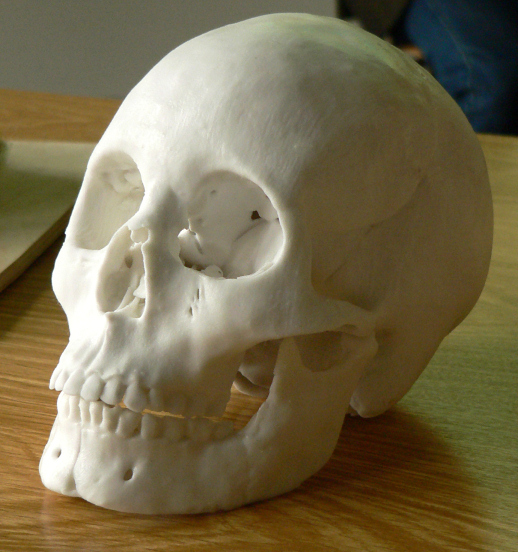
Reconstrucción 3D del cráneo.
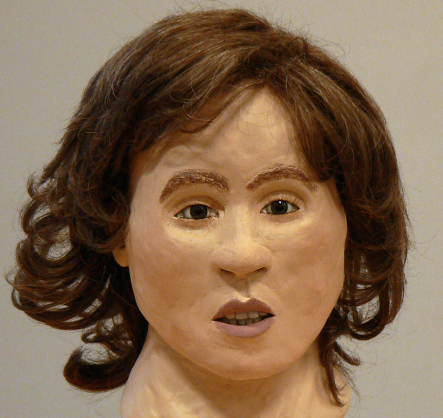
Reconstrucción de la cara con pelo moreno.
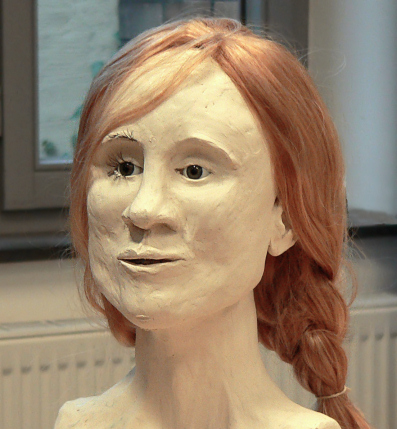
Reconstrucción de la cara con el pelo pelirrojo.